# ベオグラード1999
『ベオグラード1999』は、セルビアと日本のナショナリズムを痛烈に批判した、2009年製作の日本＝セルビア合作によるドキュメンタリー映画である。

## あらすじ
内容は、日本在住の映像作家である金子遊が1999年から10年間にわたり、戦争直前のイラク、紛争中の旧ユーゴスラビア、日本の民族派団体を取材した映像を収めたものである。
2006年11月に、民族派団体の事務局で5年間働いていた元恋人が死んだことで、作り手がナショナリズムに疑問を抱いたことが、このドキュメンタリー映画製作の契機となった。
民族浄化に関わったとしてハーグで戦争犯罪を裁かれているウルトラ・ナショナリストのヴォイスラヴ・シェシェリ、ユーゴスラビア最後の大統領で、セルビアの元首相ヴォイスラヴ・コシュトニツァ、セルビア民兵の指導者らへ直接取材するなど貴重なドキュメント映像を収録している。

## 経過
『ベオグラード1999』は、2009年6月にneofest2009春にて観客投票第1位、10月に 田辺・弁慶映画祭のコンペティション部門にノミネートされた。
同年11月にTAMA CINEMA FORUM映画祭、2010年1月に奈良前衛映画祭 in TOKYOにて上映された。その他にneofestベストセレクション、福井映画祭、第15回アートフィルム・フェスティバル（愛知芸術文化センター）、奈良前衛映画祭2010、札幌大学、慶應義塾大学でも上映された。
2010年11月24日から、4週間UPLINK Xにて劇場公開。「30daysバトルトーク」と題された上映後のトークで、毎日30日間、監督自身が宮台真司、鈴木邦男らゲストと対談を行い、話題となった。
2011年6月25日から1週間、大阪十三の第七藝術劇場にて劇場公開された。